# Heterogyna protea
Heterogyna protea is een vliesvleugelig insect uit de familie van de Heterogynaidae. De wetenschappelijke naam van de soort werd voor het eerst geldig gepubliceerd in 1969 door Nagy.